# Anca Martin
Anca Ioana Martin (ur. 19 listopada 1982 w Bukareszcie) – rumuńska siatkarka. Reprezentantka kraju, grająca na pozycji przyjmującej.

## Kluby[1]
| Lata      | Kluby                       |
| --------- | --------------------------- |
| 1997–2000 | Argeș Volei Pitești         |
| 2000–2004 | Dinamo Bukareszt            |
| 2004–2006 | CS Rapid Bukareszt          |
| 2006–2007 | Dinamo Bukareszt            |
| 2009–2010 | Hainaut Volley Valenciennes |
| 2010–2011 | Pronar AZS Białystok        |
| 2011–2012 | Argeș Volei Pitești         |

## Sukcesy klubowe
Mistrzostwo Rumunii:
- 2006
- 2005, 2007
- 2001, 2002, 2003, 2004